# كلاوديو غورا
كلاوديو غورا (بالإنجليزية: Claudio Gora)‏ (1913 - 1998)، هو ممثل ومخرج سينمائي إيطالي. كان غزير الإنتاج بشكل خاص، حيث شارك في حوالي 155 ظهورًا في الأفلام والتلفزيون على مدار 60 عامًا تقريبًا (من 1939 إلى 1997).
هو من مواليد جنوة إيطاليا في 27 يوليو 1913 وتوفي في روما يوم 13 مارس 1998. ومتزوج بالممثلة الإيطالية مارينا بيرتي.

## من أعماله
- حرب البترول لن تقع (فيلم) (1974).

## روابط خارجية
- كلاوديو غورا على موقع IMDb (الإنجليزية)
- كلاوديو غورا على موقع ألو سيني (الفرنسية)
- كلاوديو غورا على موقع أول موفي (الإنجليزية)
- كلاوديو غورا على موقع قاعدة بيانات الأفلام السويدية (السويدية)
- كلاوديو غورا على موقع قاعدة بيانات الفيلم (الإنجليزية)
- كلاوديو غورا على موقع كينوبويسك (الروسية)